# NGC 6919
NGC 6919 في الفهرس العام الجديد، هي مجرة، تقع في كوكبة المجهر (كوكبة). اكتشفت في 2 سبتمبر 1836 بواسطة جون هيرشل.

## روابط خارجية
- NGC 6919 على موقع ويكي سكاي: DSS2, SDSS, GALEX, IRAS, Hydrogen α, X-Ray, Astrophoto, Sky Map, Articles and images